# Runaway Brain
«Сойти́ с ума́» (англ. Runaway Brain) — короткометражный мультипликационный фильм про Микки Мауса 1995 года, снятый на «Walt Disney Animation France». Над анимацией работал Андреас Дежа — диснеевская легенда. Премьера в Северной Америке состоялась перед показом фильма «Первый рыцарь при дворе короля Артура», а на следующий год состоялась мировая премьера перед полнометражным мультфильмом «Каникулы Гуфи».
Несмотря на неоднозначную реакцию зрителей, мультфильм был номинирован на Оскар за лучший короткометражный мультфильм. До выхода мультфильма «Конь-огонь» это был последний показанный в кинотеатрах мультфильм с участием Микки Мауса.

## Сюжет
Минни приходит к Микки, пока тот занят игрой по мотивам «Белоснежки и семи гномов». Она обижена тем, что он забыл о годовщине их первой встречи, увлёкшись игрой. В последнюю минуту к Микки приходит идея взять её на курсы по мини-гольфу в честь годовщины, и он показывает ей газету с объявлением. Но Минни на глаза случайно попадается объявление о поездке на Гавайи стоимостью $999.99, и она решает, что это и есть подарок Микки. Не желая разочаровывать подружку, мышонок решает раздобыть деньги. В это время Плуто показывает ему объявление о работе на безумного учёного по имени Доктор Франкенолли, который обещает за день «безмозглой работы» заплатить как раз нужную Микки сумму. Оказавшись дома у доктора Франкенолли, похожего на обезьяну, Микки попадает в западню в полу, и падает в потайной люк, попадая прямиком в лабораторию учёного. Франкенолли рассказывает Микки о своём плане обменять мозг Микки на мозг гигантского существа по имени Джулиус (внешне очень напоминающего Пита). Эксперимент создаёт взрыв, который убивает Франкенолли, но перенос мозга проходит успешно — мозг Микки теперь у Джулиуса, а мозг Джулиуса управляет телом Микки.
Джулиус находит кошелёк Микки, где замечает фото Минни, и решает отправиться к ней. Он сбегает из лаборатории и находит Минни в магазине, где мышка покупала себе новый купальник бикини, чтобы соблазнить Микки. Она принимает Джулиуса за Микки, а подоспевшего на помощь Микки Мауса — за монстра. Однако мышонку удаётся убедить Минни, что он в теле чудовища. Поставив подружку на крышу здания, Микки сражается с Джулиусом. Повредив телефонный провод, они оба получают электрошок, но это помогает им вернуться в прежние тела. Битва продолжается, и в итоге Микки удаётся победить Джулиуса, повалив его с помощью верёвки.
В конце мультфильма Микки и Минни отправляются на Гавайи на надувной лодке, которую толкает Джулиус, плывущий за фотографиями Минни в кошельке, который Микки подвесил на рыбацкую леску.

## Отсылки к поп-культуре
- В начале мультфильма Микки играет в пародию на такие игры, как Мортал Комбат и Стрит Файтер, с Простачком и Злой Ведьмой из «Белоснежки и семи гномов».
- Сюжет явно навеян романом Мэри Шелли «Франкенштейн».
- Имя профессора Франкенолли — дань уважения аниматорам Фрэнку Томасу и Олли Джонстону — двум из знаменитой команды «девяти диснеевских стариков».
- В кошельке Микки есть фотография, где он управляет лодкой в мультфильме «Пароходик Вилли». Также, Микки насвистывает мелодию из этого мультфильма перед входом в лабораторию.
- В кошельке Микки также можно заметить читательский билет из вымышленной «библиотеки округа Гиллард», отсылка к Стюарту Гилларду — режиссёру фильма «Черепашки-ниндзя III».
- Знаменитый фильм ужасов «Изгоняющий дьявола» спародирован в кадре, где Микки впервые прибывает в лабораторию Франкенолли, аналогично прибытию Отца Меррина в дом Регана Макнила.
- Дважды в мультфильме можно заметить Зазу из мультфильма «Король лев».